# 하파에우 스즈키

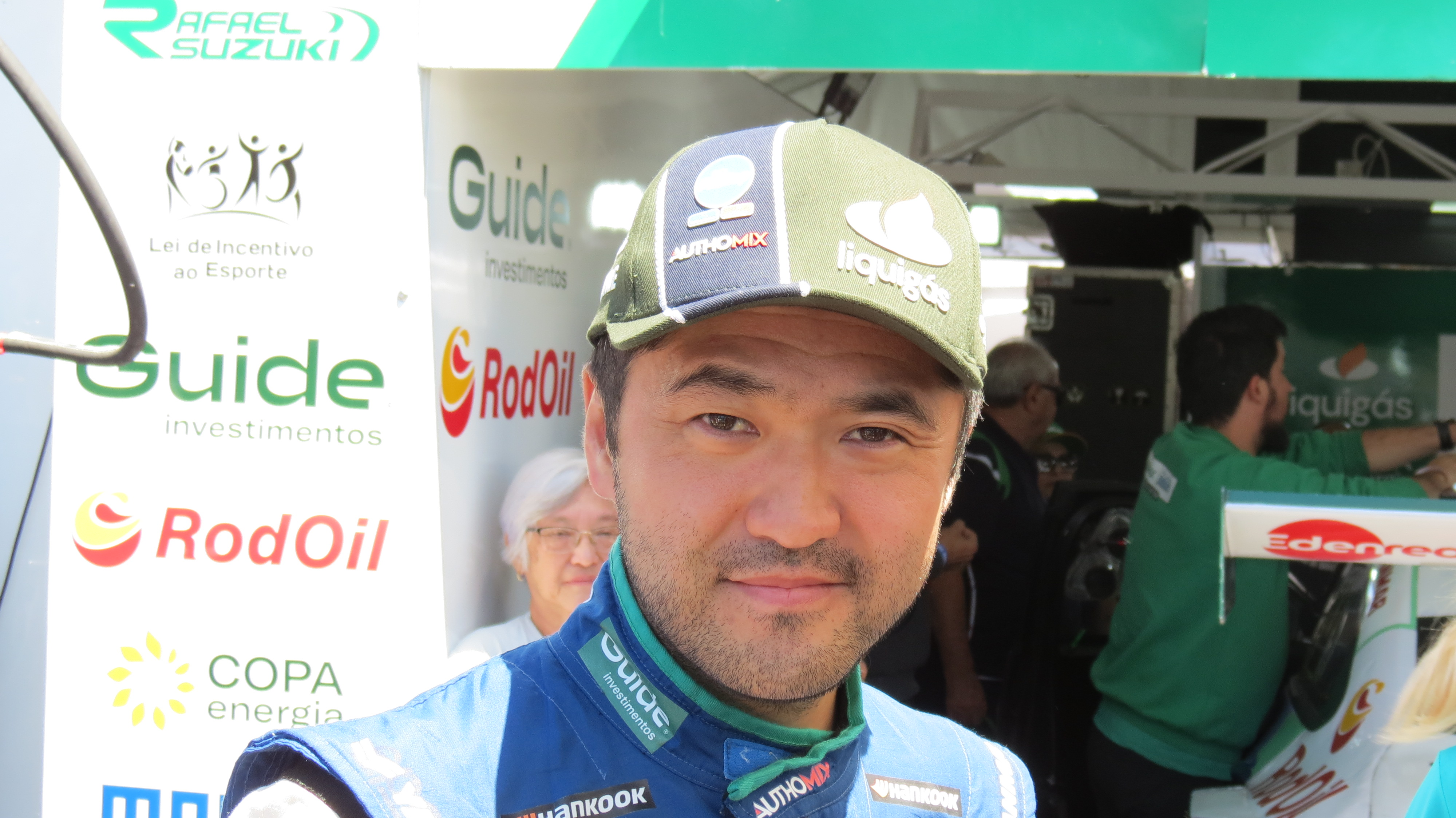

하파에우 스즈키(Rafael Suzuki, Suzuki, 1987년 8월 13일~ )는 일본계 브라질인으로 현재 브라질에서 카레이서로 활동하고 있다.